# Mesquita de Hàssan Paixà

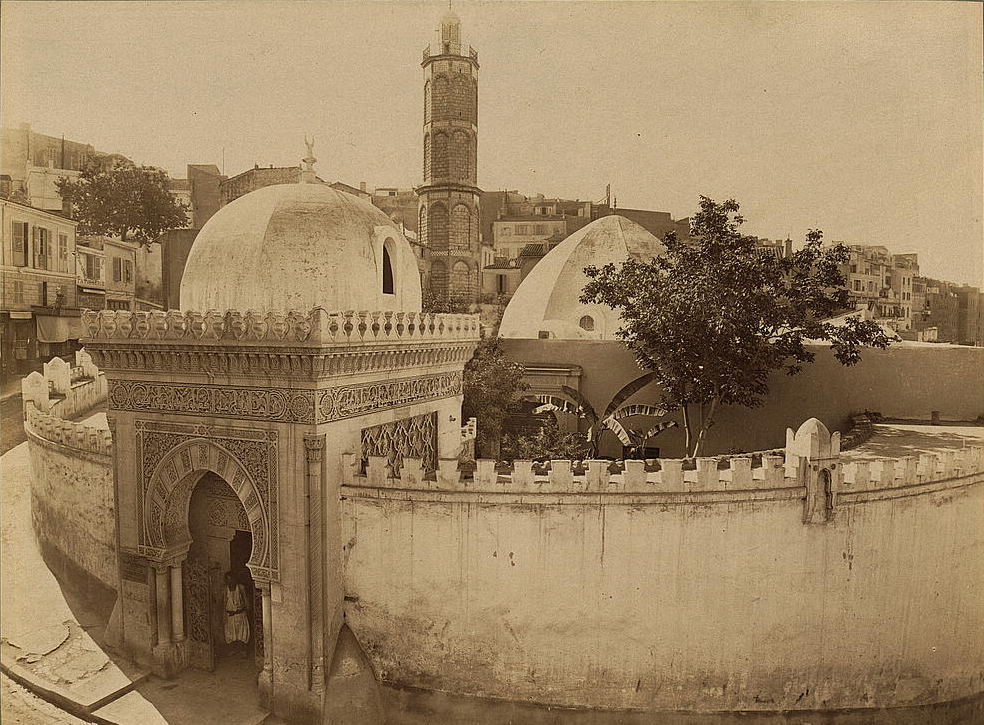
La Mesquita de Hàssan Paixà, 1797

La Mesquita de Hàssan Paixà és una mesquita d'Orà construïda l'any 1796, durant el regnat del bei Mohamed El-Kébir, per ordre del paixà Baba Hàssan d'Alger, que va contribuir a la construcció amb diners procedents de la redempció de captius cristians. És a la riba dreta de Wadi Rhi (ara cobert), al districte de Sidi El-Houari.

## Història i llegenda

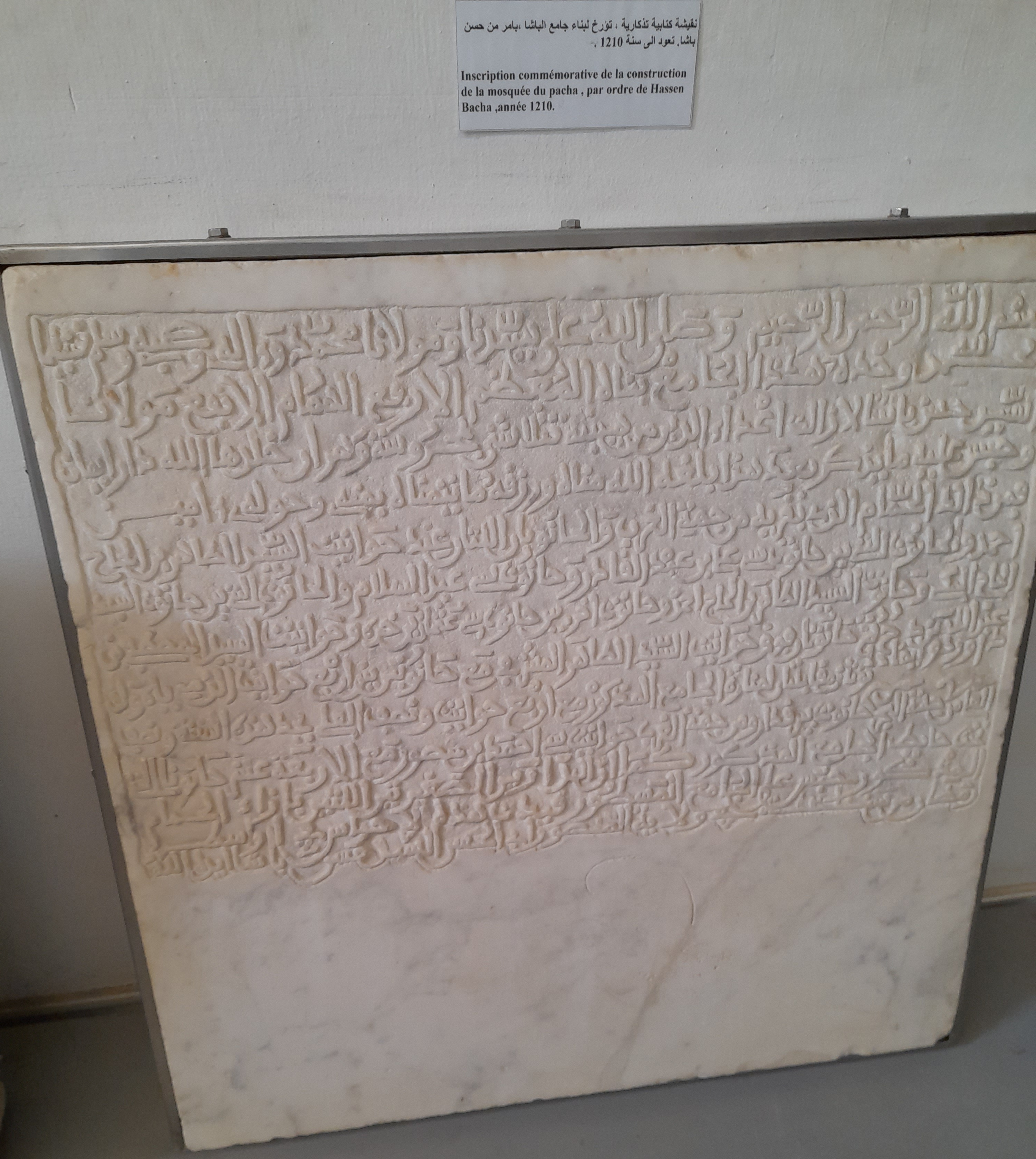
Inscripció commemorativa de la mesquita al Museu Nacional Zabana d'Orà

Aquesta mesquita fou construïda l'any 1796 per ordre del bei Mohamed el-Kebir, que la va dedicar a Hàssan Paixà. Havia contribuït econòmicament amb diners procedents de la redempció d'esclaus cristians. La construcció es feu sota direcció de l'amin (síndic) dels paletes, Si Mohamed Cherchalli Ben Tadbirt.
Una pedra, que fou desenganxada de l'edifici, i col·locada al Museu Nacional Zabana d'Orà, a la sala d'arqueologia musulmana, té una inscripció en caràcters àrabs que especifica la data de construcció de la mesquita, una llarga llista de béns que en conformen la dotació (edificis i botigues) i aquesta dedicació: «Aquesta mesquita fou construïda pel gran, noble, respectable i útil, el nostre mestre Sidi Hàssan Paixà: la seua presència imposant ajudarà a destruir els enemics de la religió! -a Orà, que Déu conserve eternament com a casa de la fe!».
Ocupada per destacaments de tropes franceses durant l'ocupació d'Orà, retornà al culte musulmà el 1833 per ordre del general Desmichel, i posteriorment fou restaurada per ordre de Napoleó III, les armes del qual estan col·locades a l'arc d'entrada, però sembla que es tornà a obrir als musulmans després d'un temps.

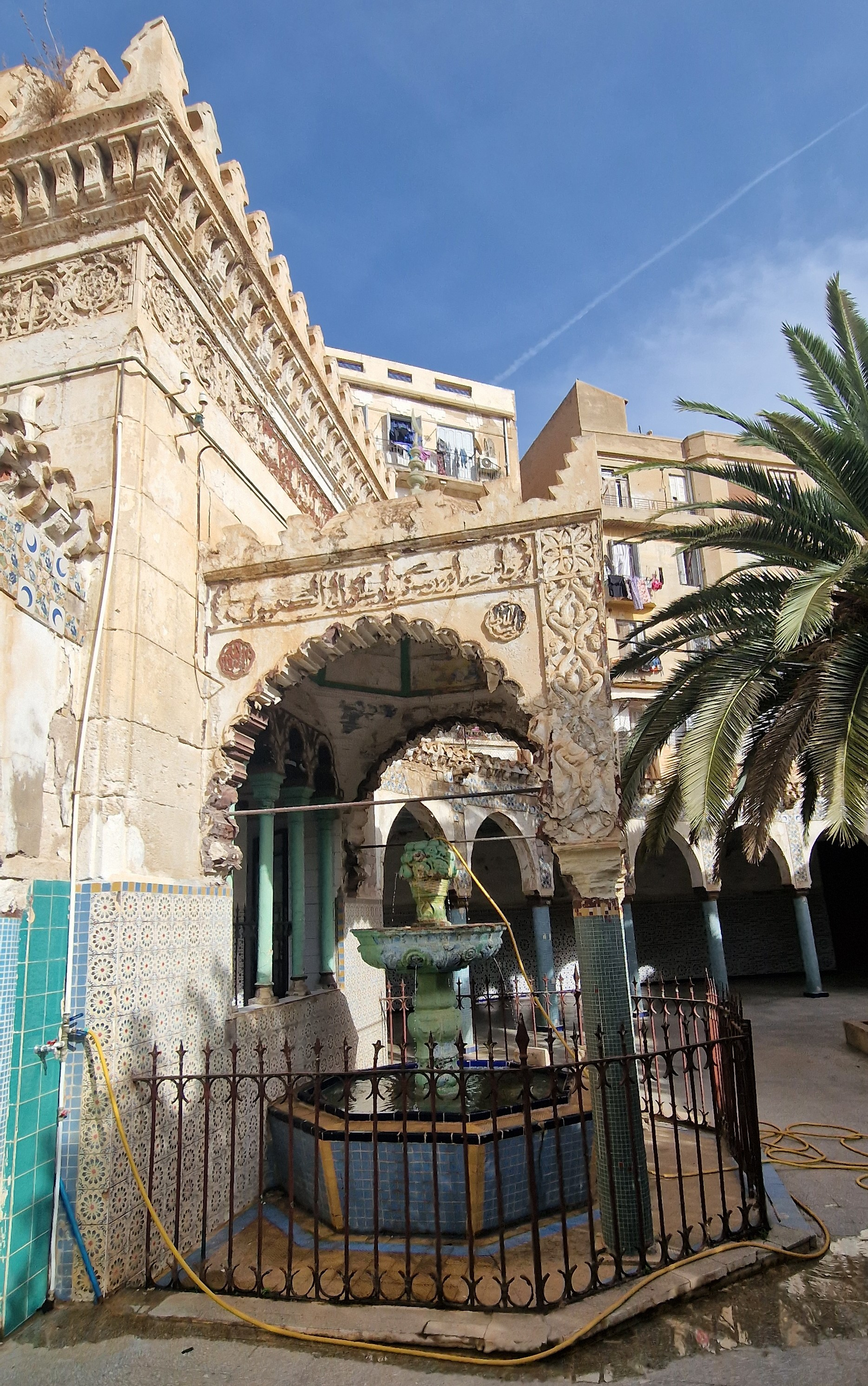
Pati de la mesquita del Paixà i font d'ablució

Aquesta mesquita, classificada com a Monument històric, està pendent d'un projecte de restauració, amb l'ajut financera del govern nord-americà.
Una llegenda popular d'Orà diu que els seus fonaments són tan fondos com l'altura del minaret, com a símbol que la fe eleva l'ànima tan alt com pot romandre baixa en el fang.

## Mesquita en l'època colonial
La mesquita fou durant l'època colonial francesa considerada la principal dels musulmans d'Orà. Hi oficiaven muftis (dignataris religiosos) d'Orà, entre ells el xeic Hàssan Boulihabal.

## Arquitectura
L'alt i elegant minaret annex a la mesquita podria denotar una influència otomana més que no pas nord-africana. És octogonal i està cobert de faiança. La porta d'entrada al carrer està decorada amb un treball de talla notable: rosetes, palmetes, versos de l'Alcorà en cal·ligrafia cúfica. S'arriba a un pati interior en forma de mitja lluna, envoltat d'un passeig cobert per columnes i decorat amb una pica d'ablució de marbre blanc coberta amb una petita cúpula. Hi ha una inscripció damunt l'entrada de la sala d'oració: «Oh, creient, pronuncieu el nom de Déu tan sovint com siga possible i lloeu-lo al matí i al vespre.»

## Galeria

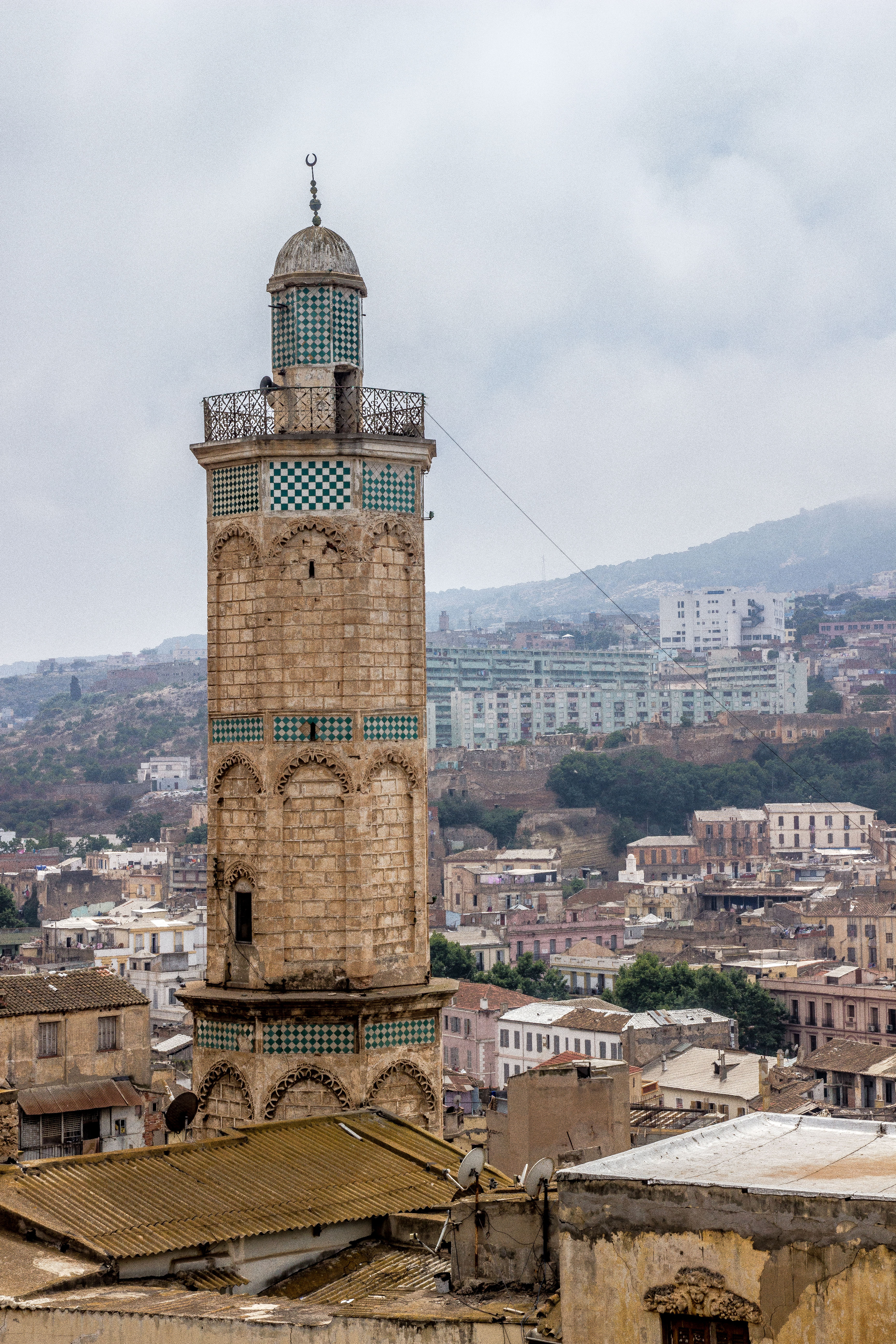
Minaret de la mesquita de Paixà
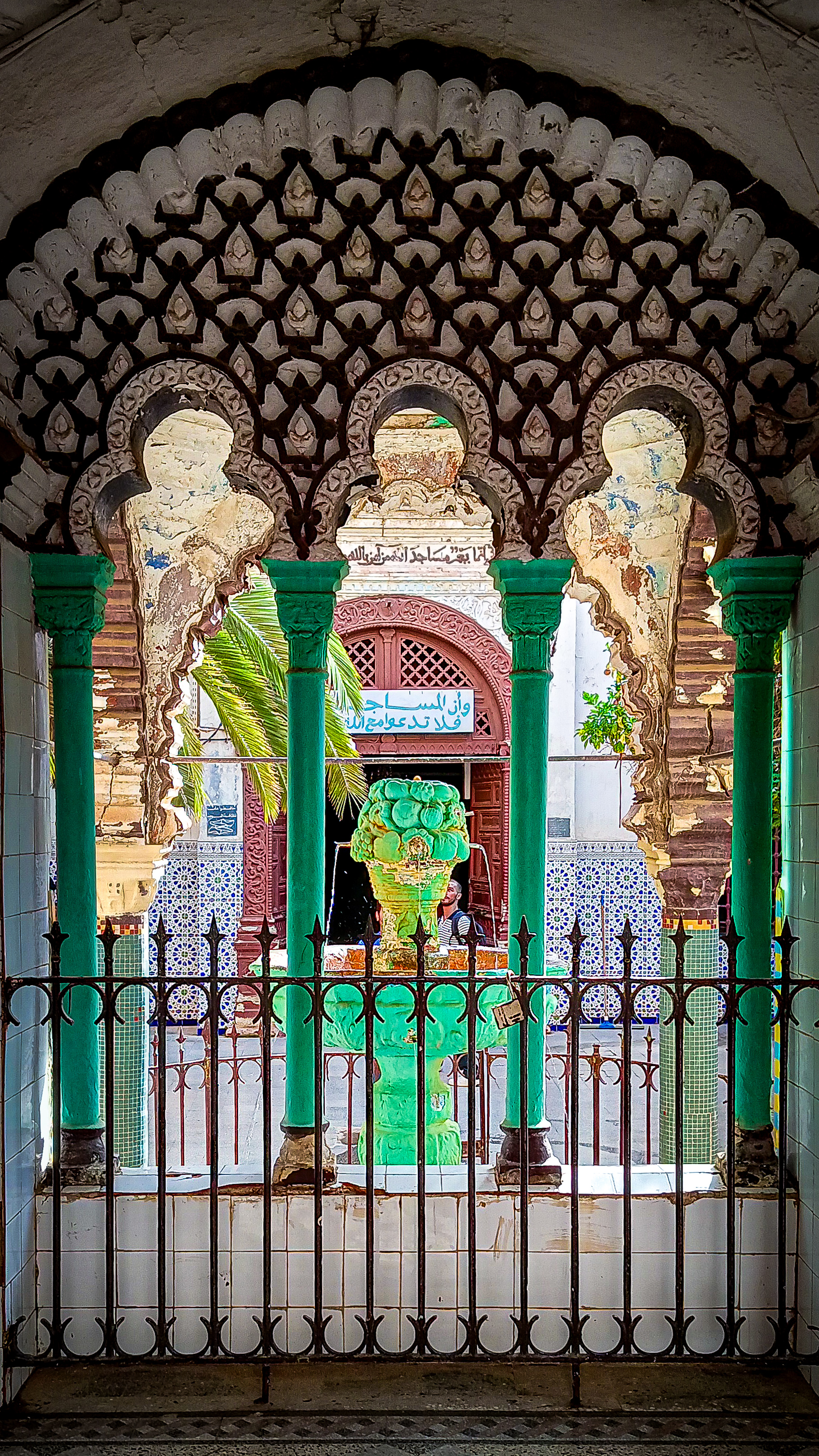
Vista des de l'entrada
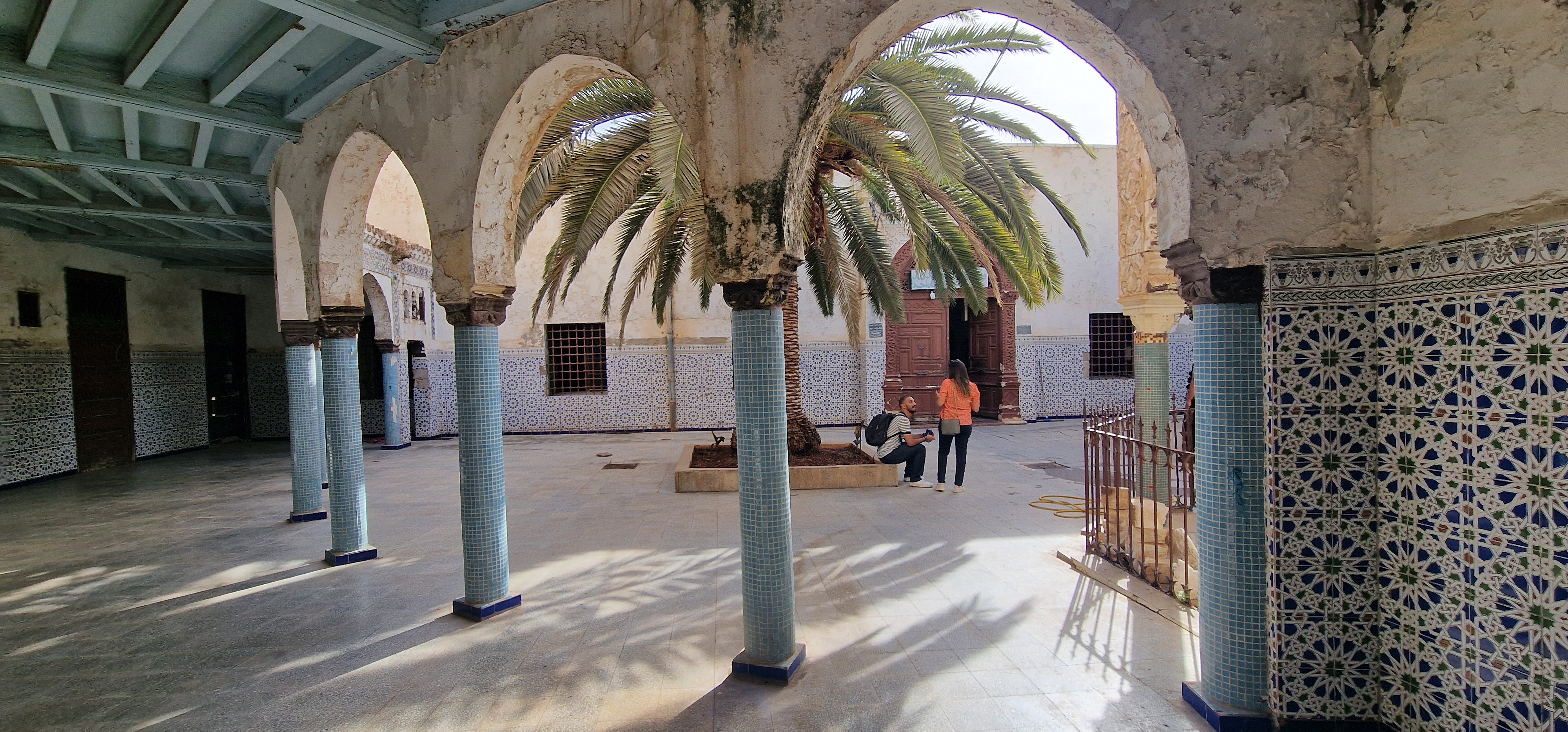
Entrada a la sala de pregària
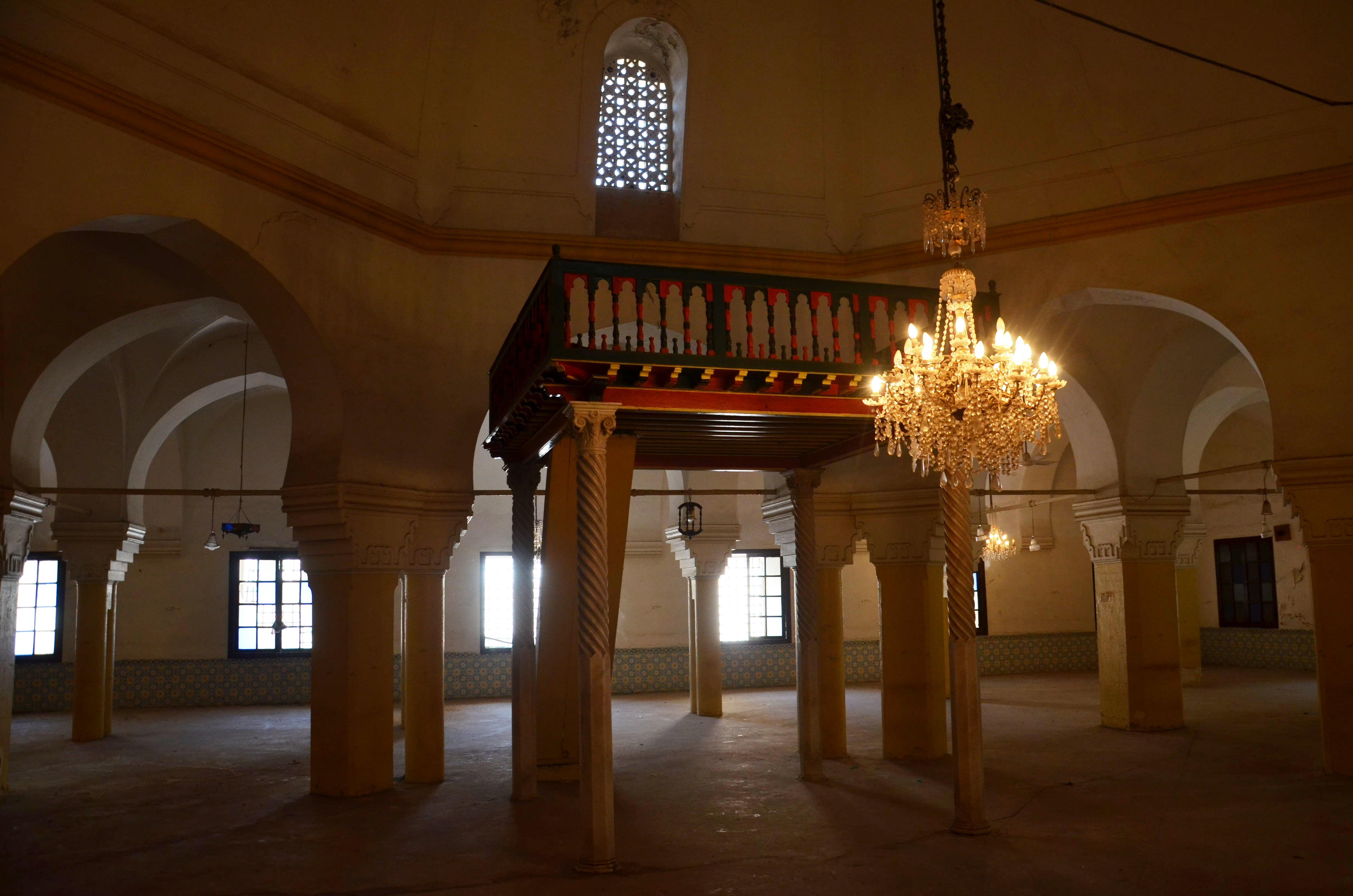
Sala de pregària
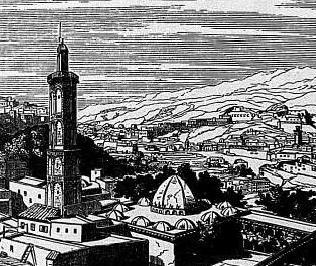
Cúpules de la mesquita